# Jardim Botânico do Rio de Janeiro

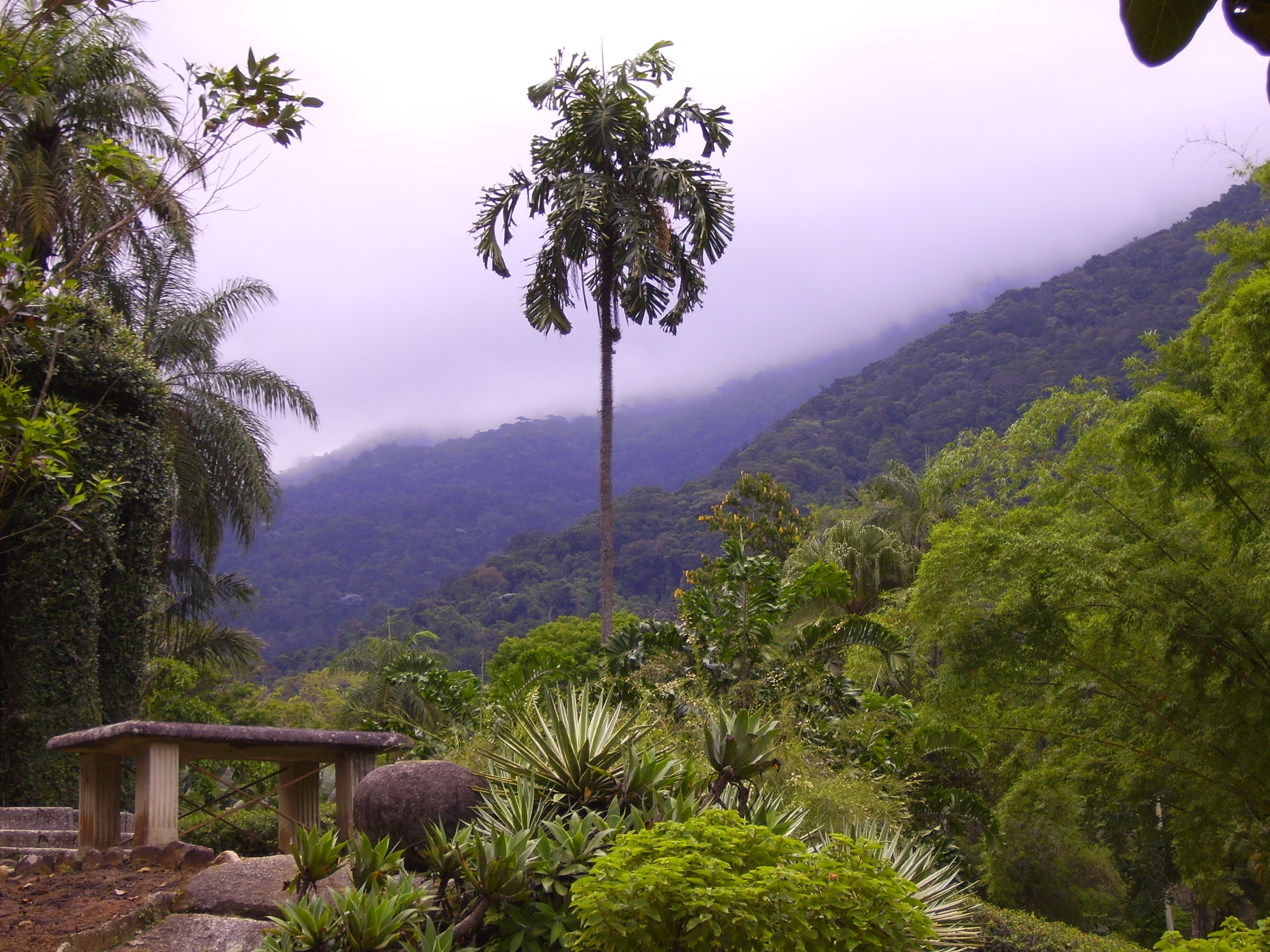
Uitzicht over het natuurlijke gebied

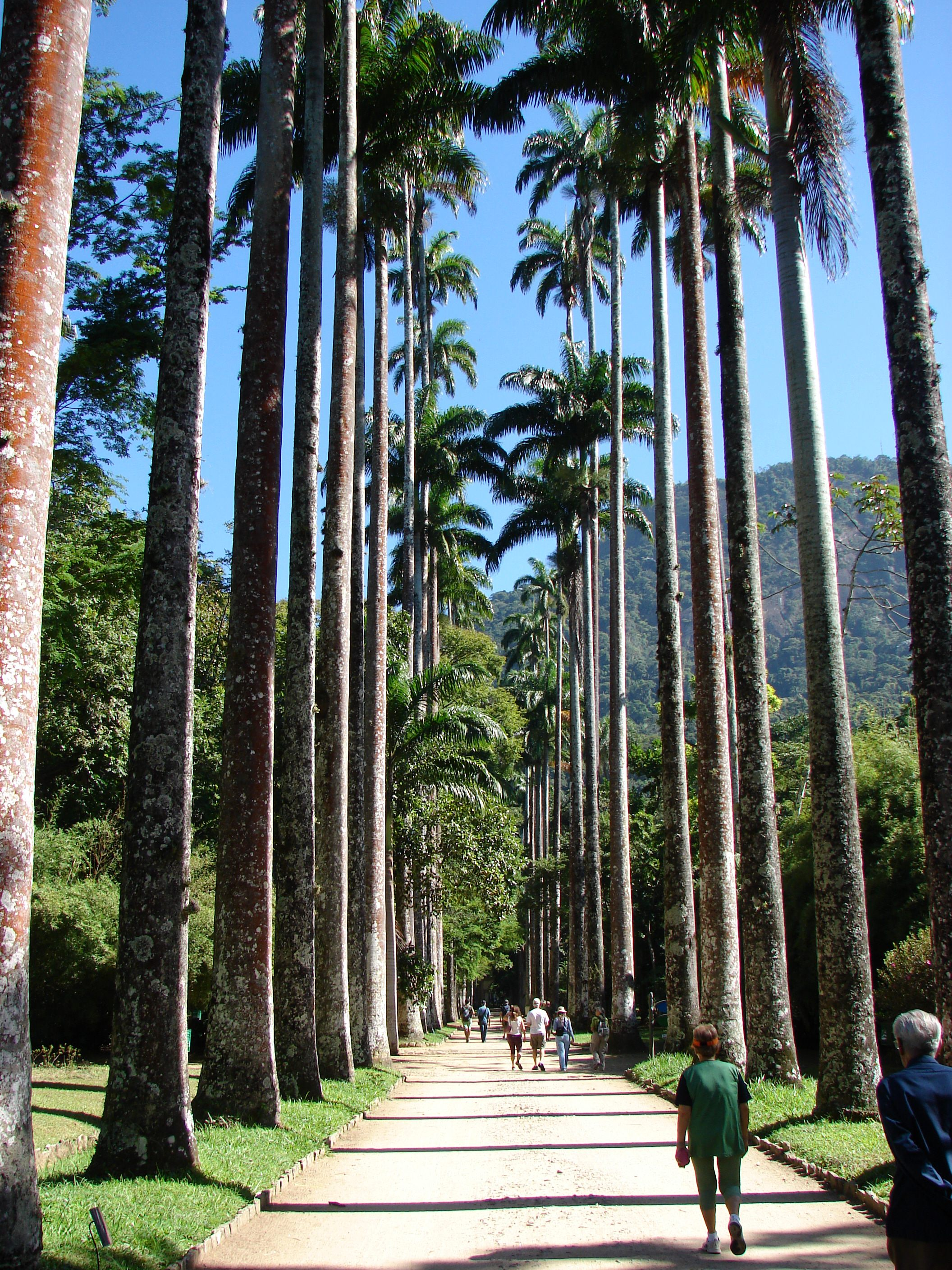
Weg met palmen

Jardim Botânico do Rio de Janeiro is een botanische tuin in de wijk Jardim Botanico in Rio de Janeiro. De tuin is in 1808 opgericht door Johan VI van Portugal. De tuin staat onder het beheer van de staat Rio de Janeiro. De totale oppervlakte bedraagt 145 hectare, waaronder 70 hectare natuurlijk gebied.
De botanische tuin beschikt over een arboretum, een herbarium, een zaadbank en een winkel waarin planten worden verkocht. De plantencollectie omvat onder meer cactussen en andere succulenten, palmen, mirtefamilie, Leguminosae, Guttiferae, orchideeën, bromelia's, aronskelkfamilie, Begonia, vleesetende planten, medicinale planten en een grote collectie tropische bomen.
De botanische tuin is aangesloten bij Botanic Gardens Conservation International, een non-profitorganisatie die botanische tuinen samen wil brengen in een wereldwijd samenwerkend netwerk om te komen tot het behoud van de biodiversiteit van planten.